# Eutichurus furcifer
Eutichurus furcifer is een spinnensoort uit de familie van de Cheiracanthiidae.
De wetenschappelijke naam van de soort werd in 1955 gepubliceerd door Otto Kraus.